# Komunikacja miejska w Ustce
Komunikacja miejska w Ustce – system transportu miejskiego w Ustce, uruchomiony w 2018 r. Składa się z dwóch linii autobusowych.

## Historia
Komunikacja miejska została uruchomiona 12 lipca 2018, po uprzedniej zgodzie radnych miejskich. Od początku swojego istnienia jest bezpłatna dla mieszkańców miasta, turystów, którzy uiścili opłatę uzdrowiskową oraz osób niepełnosprawnych, a jej operatorem jest PKS Słupsk. Początkowo linia 1 funkcjonowała na trasie Kolorowa-działki – Chopina – Kolorowa-działki, a linia 2: Lędowo – Dunina – Lędowo (wybranymi kursami przez Przewłokę). Przewozy pilotażowe miały zakończyć się pod koniec września, jednak przez duże zainteresowanie komunikacją została ona na stałe. 24 września częściowo zamieniono trasami linie (1 zaczęła kursować do Lędowa, a 2 do Kolorowa-Działki), przy jednoczesnym wydłużeniu części kursów linii 2 do Wodnicy. W 2020 zlikwidowano wydłużone kursy linii 2.